# شران (عين العرب)
شران قرية سوريّة تتبع إداريّاً لمحافظة حلب منطقة عين العرب ناحية مركز عين العرب، بلغ تعداد سكانها 1,545 نسمة حسب التعداد السكاني لعام 2004.